# 薩克森-科堡-薩爾費爾德的索菲·威廉明妮公主
索菲·威廉明妮（德語：Sophie Wilhelmine，1693年8月9日—1727年12月4日），施瓦茨堡-魯多爾施塔特親王妃，薩克森-科堡-薩爾費爾德公爵約翰·恩斯特的女兒。

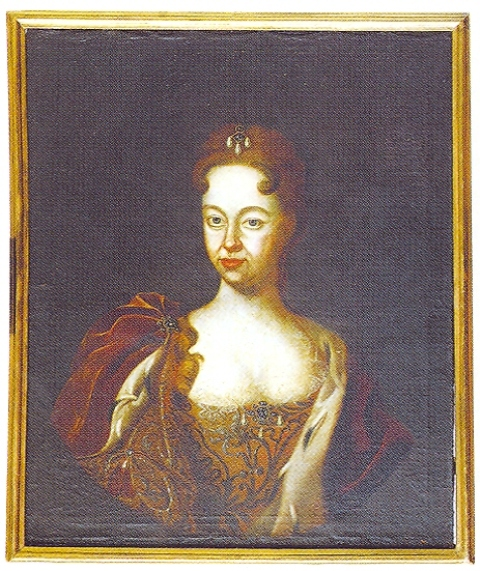
索菲·威廉明妮

## 家庭
1720年，索菲·威廉明妮與腓特烈·安東結婚，兩人共有1子1女：
1. 約翰·腓特烈（1721年—1767年）
2. 索菲亞（1724年—1799年）